# A Love Bizarre
A Love Bizarre is een nummer van de Amerikaanse zangeres Sheila E. uit 1985. Het is de eerste single van haar tweede studioalbum Romance 1600.
Het nummer is een duet met Prince, maar hij staat niet als zanger op de credits vermeld. In het nummer interpoleert Prince de Franse versie van "Vader Jacob" (Frère Jacques) op de basgitaar. "A Love Bizarre" werd een hit in Amerika en het Duitse en Nederlandse taalgebied. In de Nederlandse Top 40 bereikte het nummer de 7e positie, en in de Vlaamse Radio 2 Top 30 de 9e.